# Боніфатій Майнцький
Боніфатій (лат. Bonifacius; нім. Bonifatius; бл. 672 — 5 червня, 754) — християнський місіонер, апостол німців, святий. Перший архієпископ Майнца. Походив з Англії, народився під іменем Вінфрід (англ. Winfrid чи Wynfrith) в місті Кредітон, королівстві Вессекс (тепер у Девоні, Англія). Проповідував християнство у Каролінзькій імперії. Святий патрон Німеччини та Нідерландів. Убитий у місті Доккум у Фризії (північні Нідерланди) у 754 році.

## Ранні роки
Народився у Кредетоні (тепер Девон, Англія) і походив із шанованої та багатої сім'ї. Його посвячення у чернече життя дещо суперечило бажанням батька. Боніфатій здобув богословську освіту в Бенедектинських монастирях Аденсканкастра, поблизу м. Ексетер та Нурслінґ, на західному кінці Саутгемптона, під керівництвом архімандрита Вінберта. Вінфред учився в архімандритській школі і у 30-річному віці став священником. Він написав першу латинську граматику, видану в Англії.

## Перша місія до Фризії

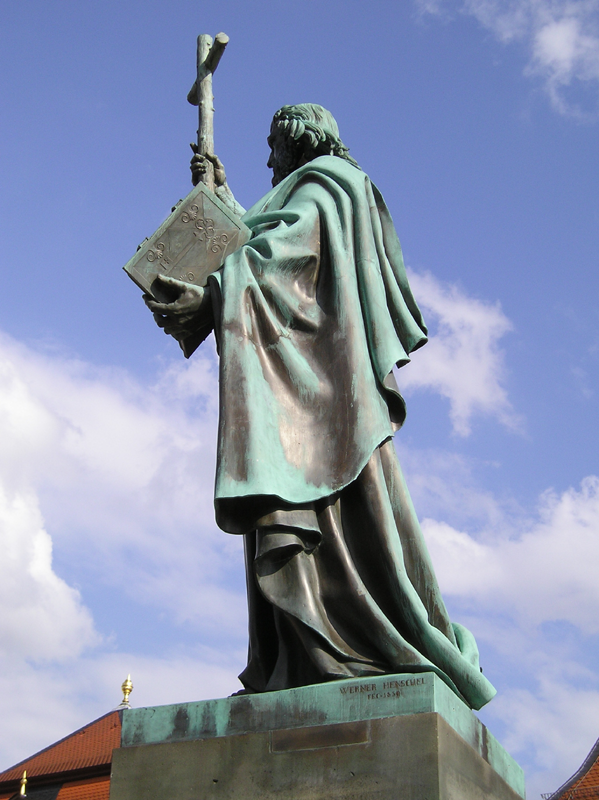
Статуя Святого Боніфатія у м. Фульда, Німеччина. Недалеко від Фульди, у м. Фріцлар Боніфатій розпочав свою місію серед язичників — німців

У 716 році Вінфрід вирушив у місіонерську подорож до Фризії з прагненням навернути через проповідь тамтешніх жителів до християнства, проповідуючи їм їхньою власною мовою. Його англо-саксонська мова була подібною до фризької. Проте його зусилля зазнали краху через війну між Карлом Мартелом та Радбодом, королем фризів, і зрештою він повернувся до Нурслінґа.

### Дерево Тора і навернення північно германських племен
723 року поблизу сучасного міста Фрітцлар у північному Гессені Боніфатій зрубав «святе» дерево, присвячене Тору. Він зробив це, пам'ятаючи про пророка Іллю. Боніфатій вигукнув до Тора вдарити його, якщо він стяв «святе» дерево. Згідно з його першим біографом, його сучасником, Святим Віллібальдом, Боніфатій почав рубати дуба, коли раптом великий вітер ніби чудом здув цього дуба і люди почали навертатися до християнства. Він збудував каплицю з цього дерева на місці, де сьогодні стоїть кафедральний собор у Фрітцларі. Пізніше він заснував першу єпархію в Німеччині на північ від старих римських кордонів в укріпленому франкському поселенні Бюрабурґ, на видному пагорбі, навпроти міста та річки Едер.
Зруб дуба Тора вважають початком християнізації німців на північ та на схід від старих кордонів Римської імперії. З цього моменту Боніфатій йшов безпосередньо до висотних місць язичників і спочатку їх зрубував, що врешті призвело до його загибелі. У 732 році він поїхав до Риму на доповідь, і папа Григорій ІІ надав йому статус архієпископа з юрисдикцією над Німеччиною. Боніфатій знову вирушив до німецьких земель, хрестив тисячі людей і вирішував проблеми багатьох християн, які втратили контакт з регулярною ієрархією католицької церкви. Під час третього візиту до Рима в 737–38 роках його призначили папським легатом до Німеччини. У 745 році йому надали Майнц як осідок метрополії.
Теж перша згадка про різдвяну ялинку, пов'язана з вищезгаданою історією про зруб поганського дуба. Боніфатій читав друїдам проповідь про Різдво. Щоб переконати ідолопоклонників, що дуб не є священним і недоторканним деревом, він зрубав один з дубів. Коли зрубаний дуб падав, він повалив на своєму шляху усі дерева, крім молодої ялини. Боніфатій представив виживання ялини як диво і вигукнув: «Хай буде це дерево деревом Христа!» Так ялина стала священним деревом Христа, пов'язаним з його народженням.

## Місія до Баварії

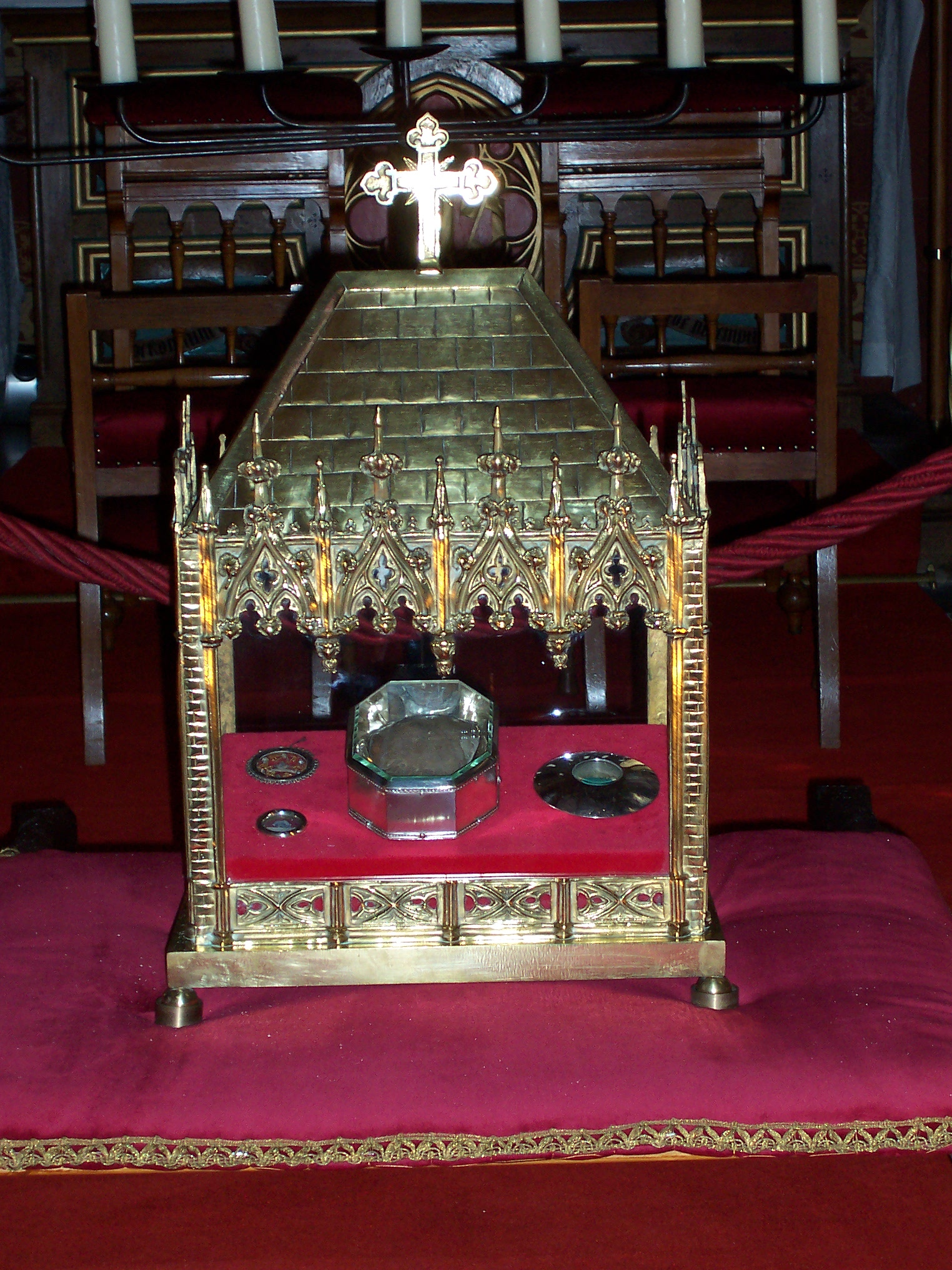
Реліквії Святого Боніфатія у м. Доккум, північні Нідерланди

Після третьої подорожі до Рима Боніфатій попрямував до Баварії і заснував там єпархії у Зальцбурзі, Регенсберзі, Фрайзингу і Пассау.
У 742 році один з його учнів Стурм (теж відомий як Стурмі чи Стурміус) заснував абатство у Фульді недалеко від раннього місіонерського посту у Фріцларі. Хоча заснував абатство Стурм, Боніфатій також був залучений до його фундації. Перший дозвіл для абатства був підписаний Карломаном, сином Карла Мартела.